# Vol TAM 3054
Le vol TAM 3054 était un vol intérieur régulier, assuré le 17 juillet 2007 avec un Airbus A320 de la compagnie aérienne brésilienne TAM Linhas Aéreas, qui venait de Porto Alegre. Il a manqué son atterrissage à l'aéroport de São Paulo/Congonhas, a dérapé le long de la piste, plané au-dessus d'une avenue et fini sa course contre un entrepôt de 4 étages, appartenant à TAM Linhas Aéreas, et une station-service à proximité de l'aéroport, ce qui a provoqué un incendie très important.
On dénombre 199 victimes : les 181 passagers, dont 16 employés de la compagnie, et 6 membres d'équipage à bord de l'A320, ainsi que 12 personnes au sol. Des quatorze blessés dans l'entrepôt, trois sont morts à l'hôpital.
Il s'agit de la catastrophe aérienne la plus meurtrière de l'histoire du Brésil, ainsi que de la plus grave survenue en Amérique latine.
Il a fallu 24 heures aux pompiers pour éteindre l’incendie, qui était alimenté par le carburant en provenance de l’avion, ainsi que de la station d’essence contre laquelle il avait terminé sa course. Malgré la violence de l'incendie, les boîtes noires ont été retrouvées et examinées par les enquêteurs brésiliens.

## Avion et équipage

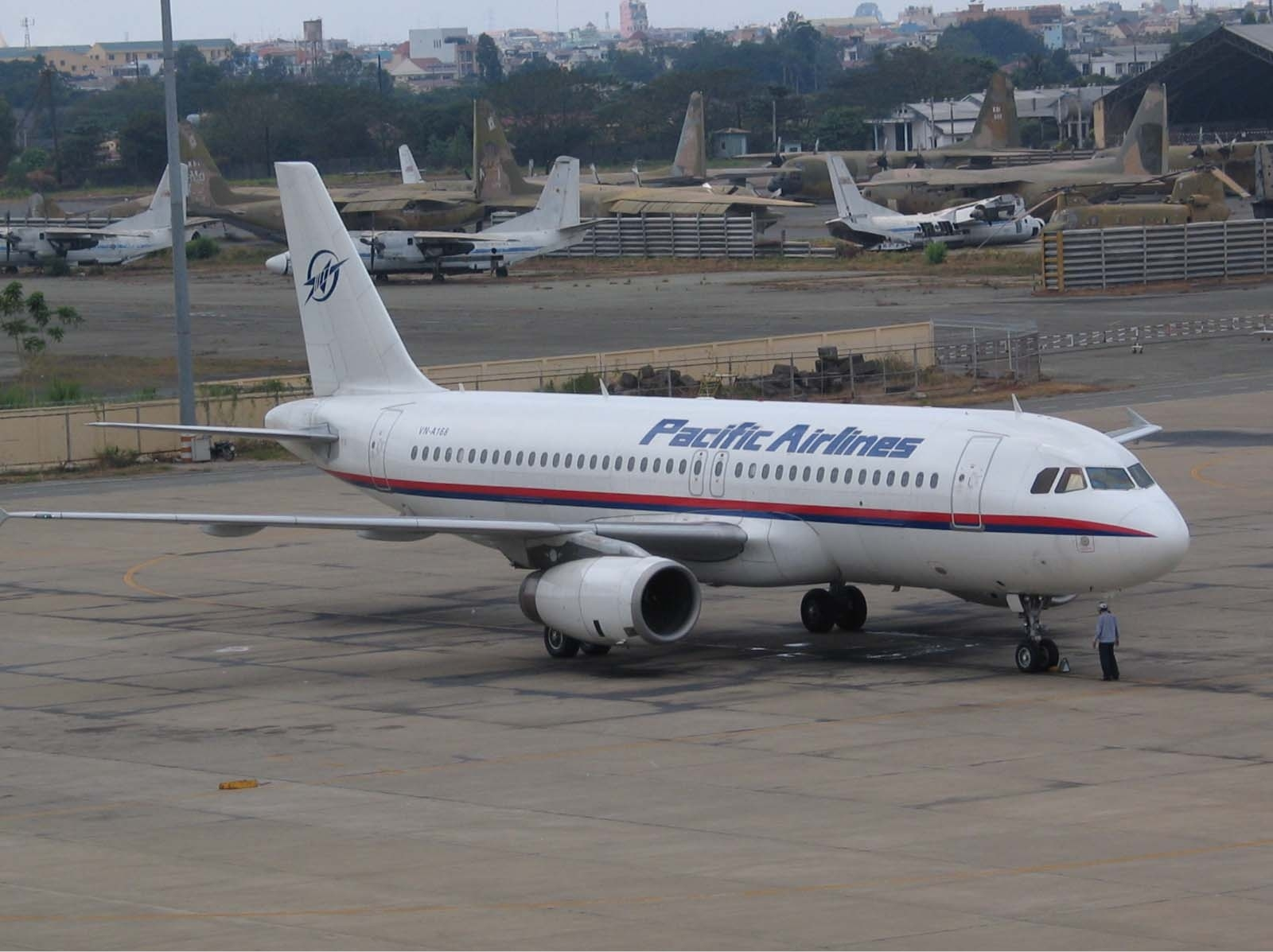
L'Airbus A320 impliqué dans l'accident, ici en février 2004, alors qu'il était toujours exploité par Pacific Airlines, avec son immatriculation précédente, VN-A168.

L'appareil assurant le vol 3054 était un Airbus A320-233, un avion de ligne moyen-courrier, immatriculé PR-MBK (numéro de série 789) ; il était propulsé par deux turboréacteurs IAE V2527E-A5. Il a été construit en 1998 et a été exploité par plusieurs autres compagnies aériennes, avant d'entrer en service chez TAM Linhas Aéreas en janvier 2007, six mois avant l'accident. Il appartenait à Pegasus Aviation et cumulait plus de 21 000 heures de vol et 10 000 cycles (décollage/atterrissage) avant l'accident.
Il y avait six membres d'équipage et 181 passagers à son bord. Les 6 membres d'équipage ainsi que 171 passagers étaient de nationalité brésilienne ; les 10 passagers restants étaient de diverses autres nationalités.
L'équipage du vol 3054 se composait de deux commandants de bord, plutôt que d'un commandant et d'un copilote : le commandant Henrique Stefanini Di Sacco (53 ans) et le commandant Kleyber Aguiar Lima (54 ans). Il y avait également quatre agents de bord, ainsi que 13 personnes supplémentaires voyageant en tant que passager. Les deux pilotes volaient depuis plus de 30 ans. Le commandant Di Sacco cumulait 13 654 heures de vol au cours de sa carrière, dont 2 236 heures sur Airbus A320, et le commandant Lima comptait 14 760 heures de vol à son actif, dont 237 heures sur A320.

## L'aéroport

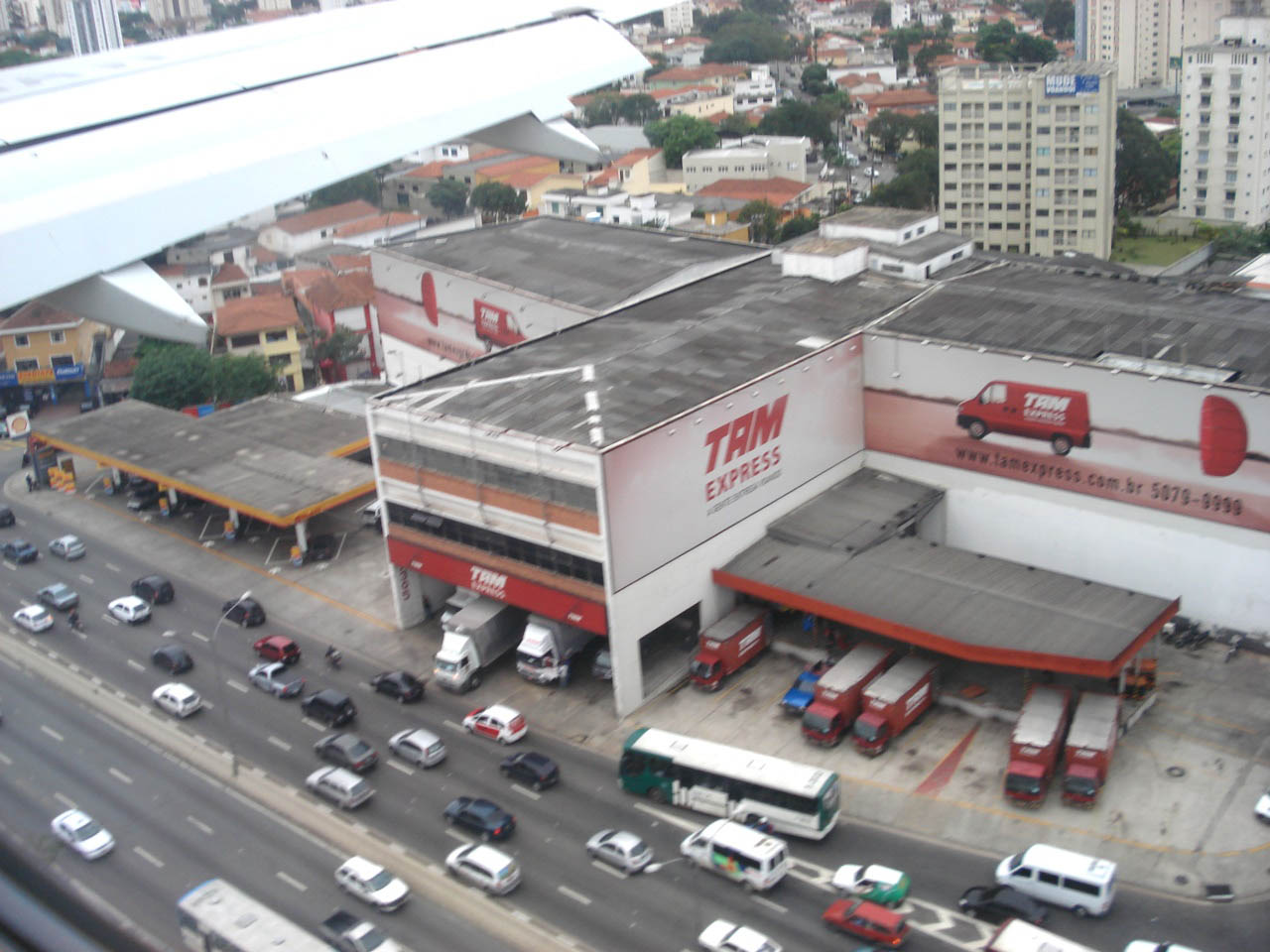
L'entrepôt de la TAM avant l'accident. La station-service adjacente est visible à gauche. L'avion est passé au-dessus de l'avenue au premier-plan avant de s'écraser contre l'entrepôt. Un mémorial a été construit à cet emplacement en 2008.

L'aéroport de Congonhas se situe en plein centre-ville de São Paulo, ce qui le rend dangereux. C'est aussi l'aéroport le plus fréquenté d'Amérique Latine, avec plus de 630 mouvements par jour et une capacité d'accueil de 12 millions de passagers par an.
Cet aéroport dispose de deux pistes. La piste principale (35L) avait été rénovée pour permettre son utilisation en cas d'intempéries, alors qu'auparavant seule la piste auxiliaire pouvait être utilisée par temps de pluie. Les travaux se sont achevés fin juin 2007 et un rainurage, servant a évacuer l'eau présente sur la piste et éviter la formation de flaques lors de fortes pluies, devait être mis en place en septembre 2007 sur cette piste.
Même si les pistes de l'aéroport de Congonhas sont courtes (1 945 mètres pour la piste principale, 1 450 mètres pour la piste auxiliaire équipée de rainurage), cette installation est capable d'accueillir des avions de type Airbus A320.
Il est à noter que la distance d'atterrissage pour les A320 à leur MLW (Maximum Landing Weight ou masse maximum à l'atterrissage) est de 1 490 m, mais un A320 n'atterrit jamais à l'aéroport de Congonhas à sa masse maximale autorisée à l'atterrissage.

## Avant l'accident
Cet avion avait connu un atterrissage qualifié de difficile par les responsables de l'aéroport le lundi précédent l'accident, puisqu'il s'était arrêté après la limite de sécurité de la piste. L'inverseur de poussée du moteur droit de cet appareil, habituellement utilisé pour le ralentir lors de l'atterrissage, était désactivé à la suite d'un entretien de maintenance, 4 jours avant l'accident, mais cet élément n'affectait pas la capacité de l'avion à se poser à Congonhas, selon les responsables de la TAM.
Le revêtement de la piste avait été refait mais son rainurage n'était pas terminé le jour de l'accident, augmentant alors les risques d'aquaplanage et de sortie de piste.
Le 16 juillet, la veille de l'accident, à 12h42 heure locale, un ATR 42-300 assurant le vol Pantanal Linhas Aéreas 4763 a subi une brusque sortie de piste, après avoir atterri sur la piste 17R. L'avion a viré vers la gauche, heurtant un local en béton et un poteau lumineux, avant de s'immobiliser dans l'herbe entre la piste et la voie de circulation. Heureusement, les 25 personnes présentes à bord ont survécu sans blessures, mais l'avion a été gravement endommagé et jugé irréparable. Malgré cet incident, les atterrissages ont continué à se dérouler normalement à l'aéroport.

## Accident
Le vol 3054 de la TAM Linhas Aéreas avait quitté Porto Alegre à 17h18 (20h18 UTC), est monté au niveau de vol (FL) 340 (34 000 pieds (10 000 m)) et a atterri à 18h48 (21h48 UTC) sur la piste détrempée par deux jours de pluie à l'aéroport de São Paulo/Congonhas.

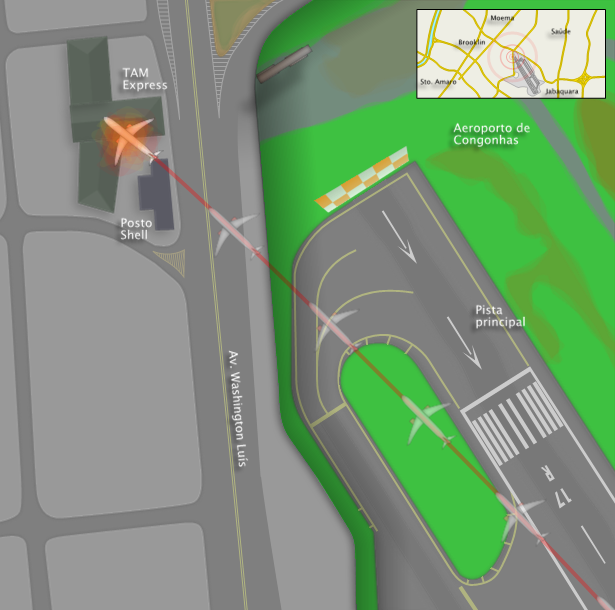
Trajectoire de l'avion, lors de l'atterrissage à São Paulo.

La phase d'approche s'est faite avec l'automanette activée, et les manettes de gaz en position de montée. Au touché des roues, l'automanette s'est automatiquement déconnectée et le régime moteur n'a pas changé, jusqu'à ce que les manettes de gaz soient physiquement manœuvrées par l'équipage.
Les procédures standards prévoient qu'en cas de désactivation d'un inverseur de poussée, l'équipage doit manœuvrer les commandes des deux moteurs, la neutralisation physique (portes des inverseurs boulonnées) et informatique (calculateur désactivé) empêchant le moteur désactivé de passer en inversion de poussée et le limitant au ralenti.
À São Paulo, le vol 3054 a été autorisé à atterrir sur la piste 35L de Congonhas ; lors du toucher des roues sur la piste, le pilote aux commandes n'a ramené que la manette du moteur n°1 en mode « inversion de poussée », et les régimes moteurs se sont synchronisés avec la position des manettes de gaz : le moteur gauche est passé en inversion de poussée, et le moteur n°2 est reparti en poussée de montée (légèrement inférieure à « plein gaz »).
Le pilote a voulu utiliser une ancienne procédure utilisée en cas de panne d'un des inverseurs de poussée, qui prévoyait de passer les 2 moteurs au ralenti et de ne passer sur « inverseur » que le moteur sur lequel l'inverseur de poussée fonctionne. Il n'a malheureusement utilisé qu'une seule des deux manettes et laissé le moteur droit pratiquement à pleine puissance, ne laissant à l'équipage aucune chance de s'arrêter avant la fin de la piste.
Le moteur n°2 étant en poussée positive, le système de freinage automatique et les aérofreins ont été désarmés et ne se sont pas enclenchés une fois l'appareil au sol. L'équipage n'a ensuite pas su réagir et n'a pas identifié le problème à temps, ce qui a conduit l'avion a virer progressivement vers la gauche, alors qu'il quittait l'extrémité de la piste à environ 90 nœuds (170 km/h).

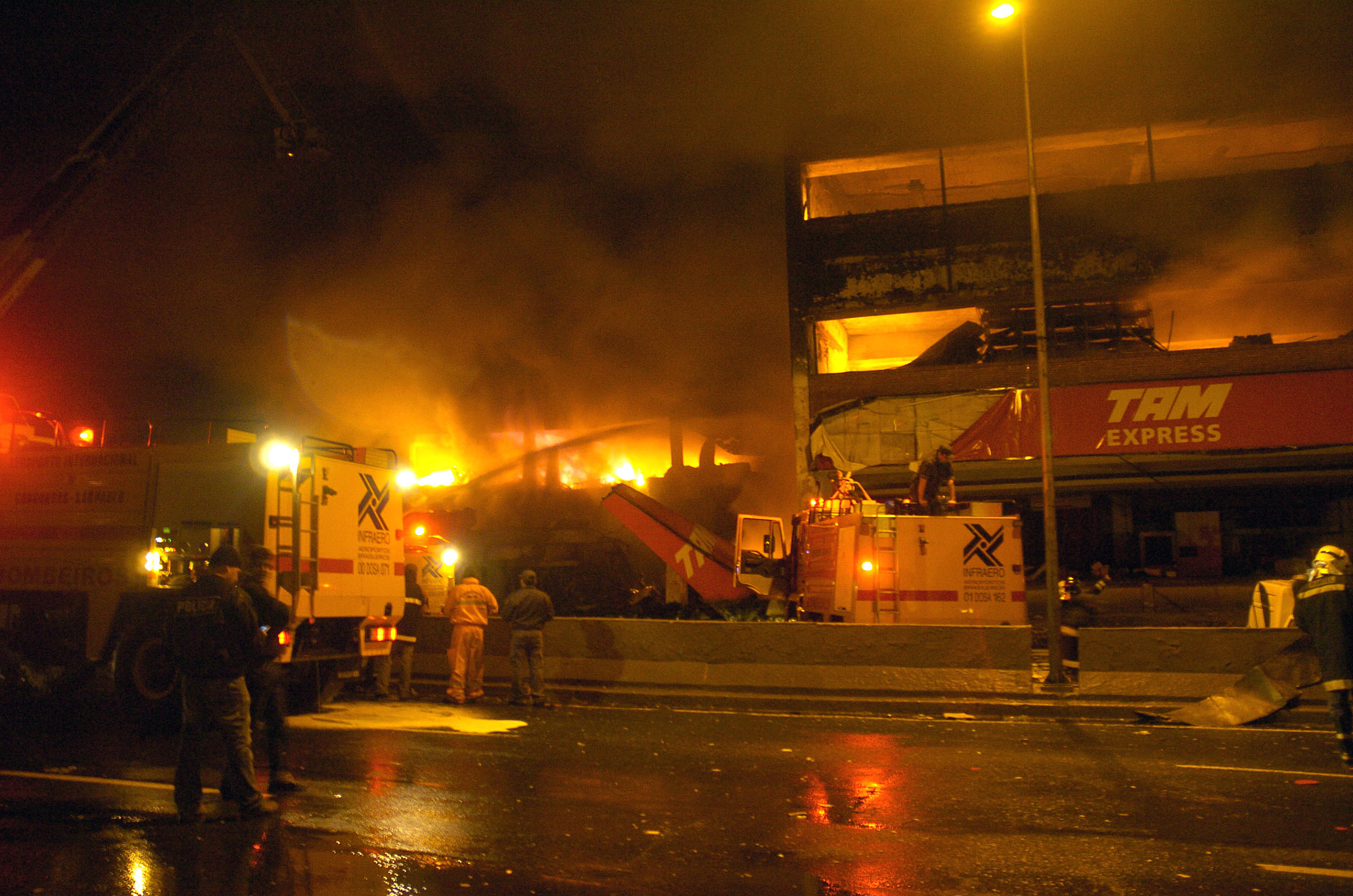
L'incendie causé par le crash du vol 3054.

La piste de l'aéroport est surélevée au-dessus de la zone environnante et l'élan de l'avion l'a fait passer au-dessus du trafic circulant sur l'Avenida Washington Luís, une autoroute majeure adjacente au périmètre de l'aéroport, et s'est écrasé sur un immeuble de quatre étages appartenant à TAM Express, provoquant une explosion et un incendie de grande ampleur. Ce bâtiment contenait notamment des bureaux et un entrepôt, et était situé à côté d'une station-service Shell.
Les 187 passagers et membres d'équipage à bord sont morts sur le coup et l'avion a été entièrement détruit par l'incendie qui a suivi le crash. On compte également 12 victimes supplémentaires et 27 blessés dans la station service et le bâtiment de TAM Express.

## Victimes
| Nationalité    | Passagers | Équipage | Sol | Total |
| -------------- | --------- | -------- | --- | ----- |
| Brésil         | 171       | 6        | 12  | 189   |
| Afrique du Sud | 3         | 0        | 0   | 3     |
| Argentine      | 2         | 0        | 0   | 2     |
| France         | 2         | 0        | 0   | 2     |
| États-Unis     | 1         | 0        | 0   | 1     |
| Pérou          | 1         | 0        | 0   | 1     |
| Portugal       | 1         | 0        | 0   | 1     |
| Total          | 181       | 6        | 12  | 199   |

## Après l'accident
L'aéroport a rouvert le 19 juillet 2007, en utilisant une piste alternative.
De nombreux vols, dont tous ceux de OceanAir et BRA Transportes Aéreos, ont été transférés à l'aéroport international de São Paulo/Guarulhos, le principal aéroport de la ville, en raison de la fermeture de la piste principale de Congonhas et de l'enquête en cours sur l'accident.
Le 20 juillet, la chef de cabinet de la présidence brésilienne, Dilma Rousseff, a annoncé son intention de réduire considérablement le nombre de vols opérant à Congonhas. Le plan prévoyait l'interdiction, dans un délai de 60 jours, de toutes les correspondances, escales, vols charters et vols internationaux et la réduction du nombre de jets privés atterrissant sur l'aéroport. Seuls des vols directs à destination de certaines villes brésiliennes pourraient être assurés depuis Congonhas. Le plan prévoyait également une étude sur l'agrandissement des deux aéroports actuels de São Paulo et la construction d'un troisième aéroport dans la zone métropolitaine.
Les équipes de secouriste présentes sur les lieux du crash ont mis fin aux recherches des dépouilles le 28 juillet 2007 ; À cette date, 114 corps retrouvés sur le site avaient été identifiés par le bureau du médecin légiste de São Paulo comme étant ceux de passagers présents à bord de l'appareil.

Site de l'accident
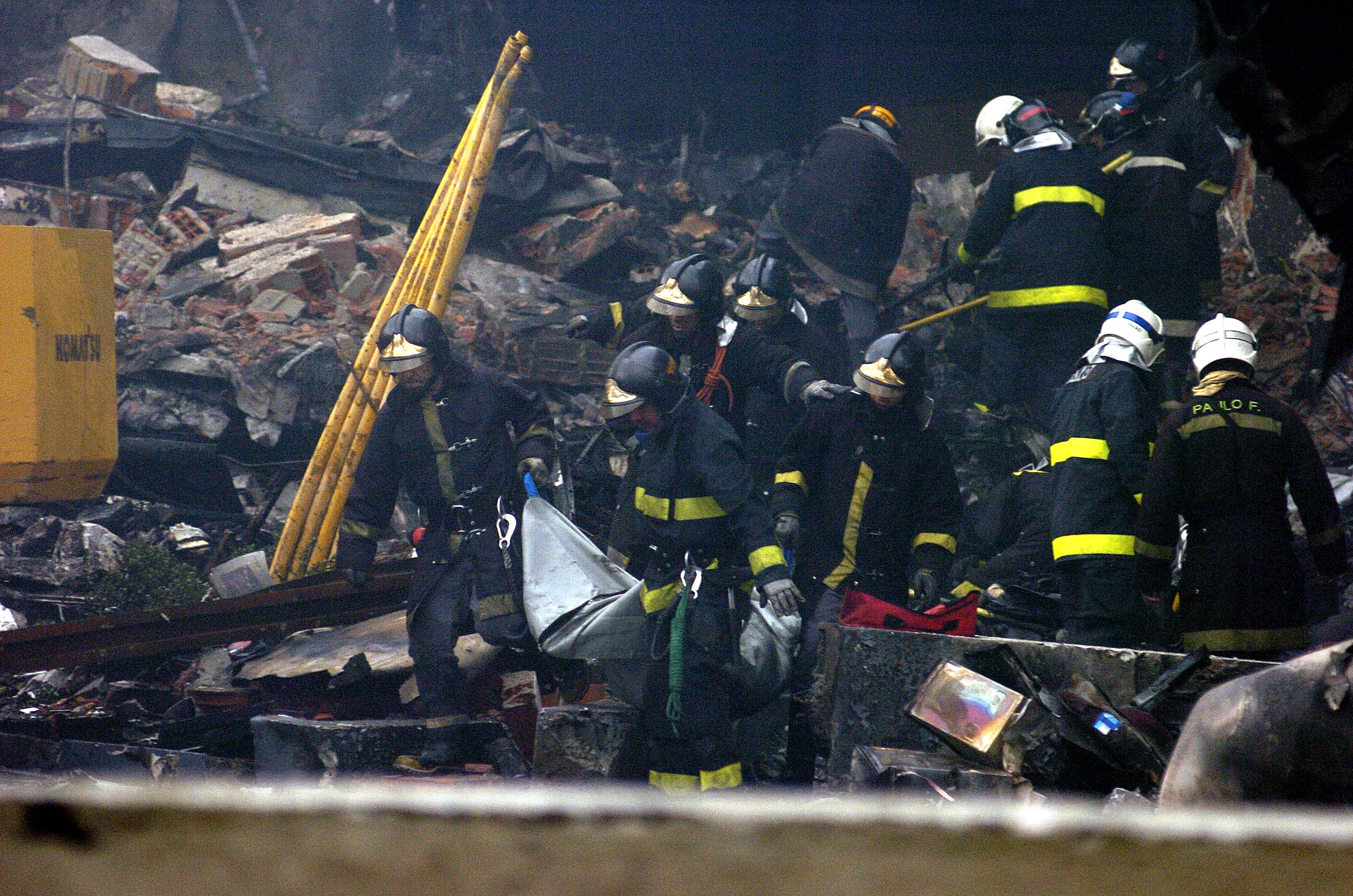
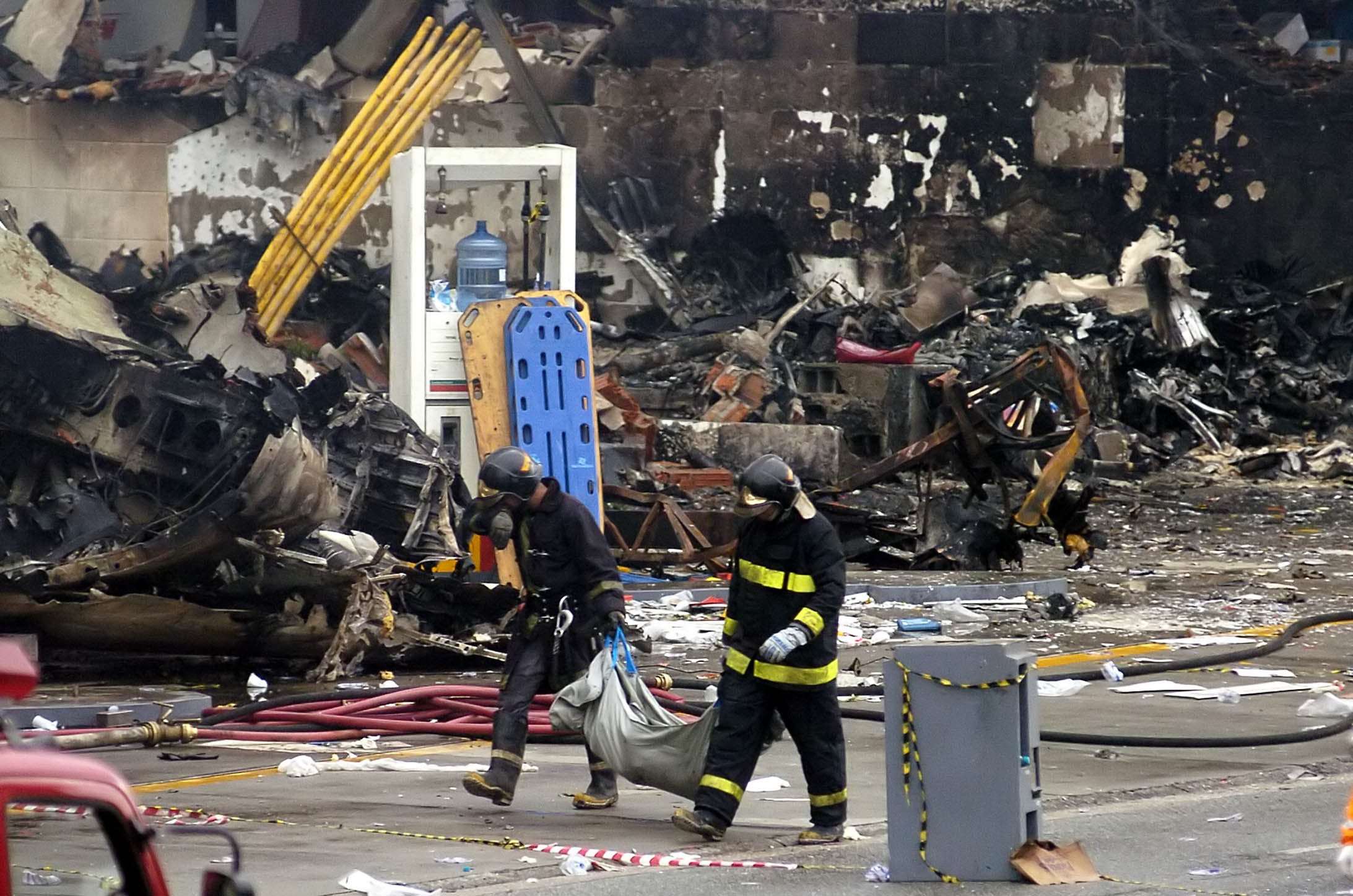
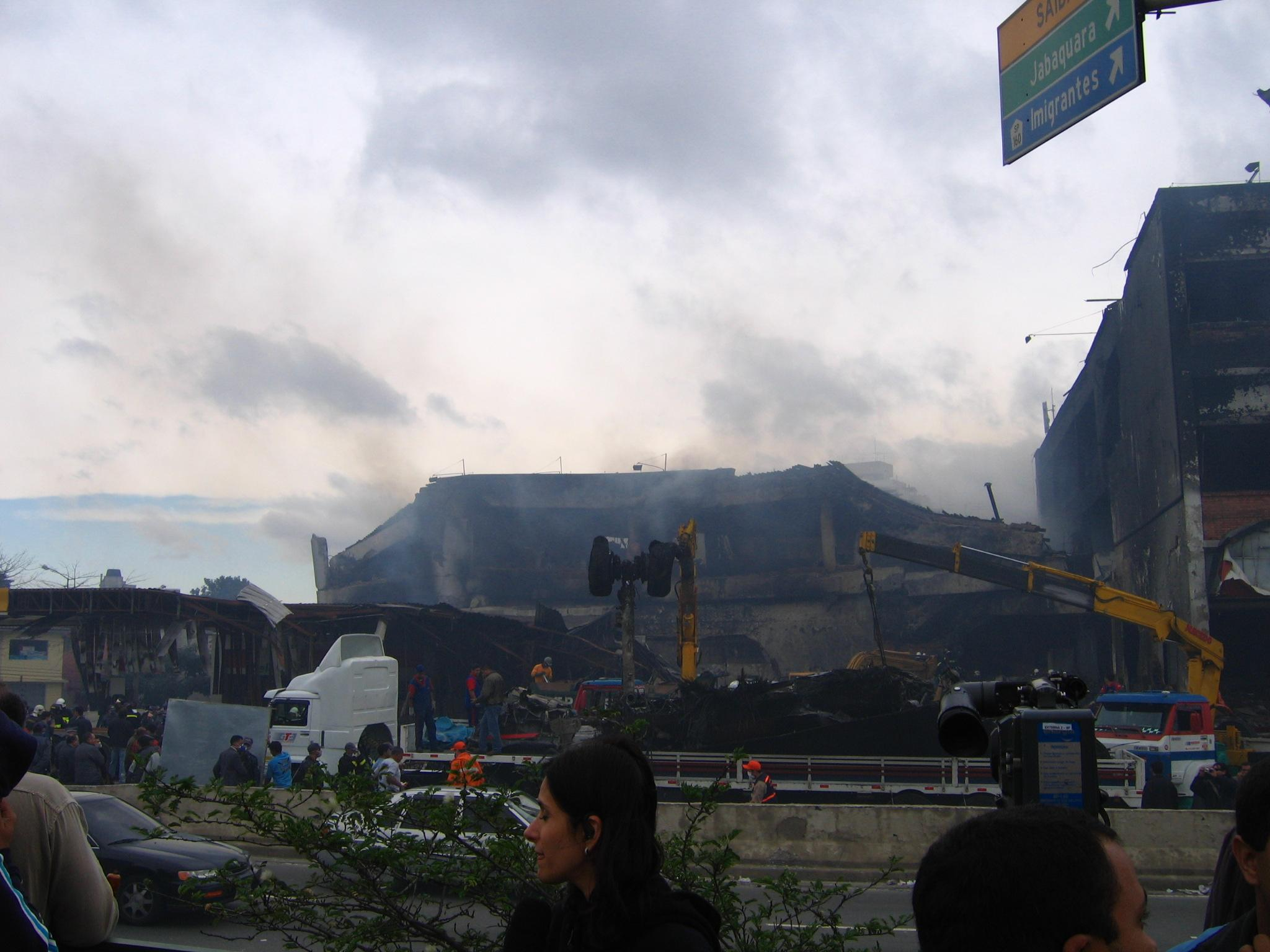
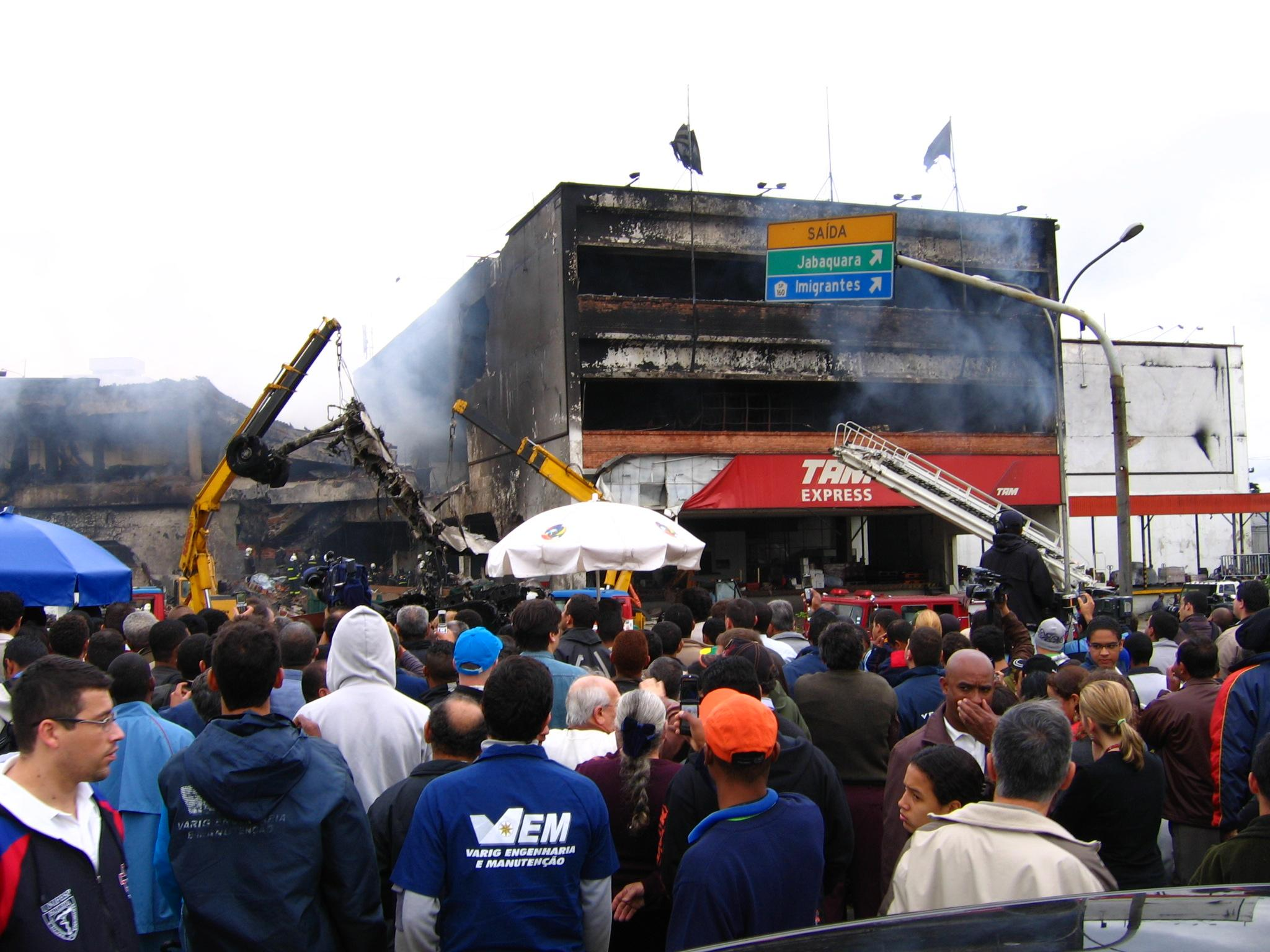

## Enquête
En septembre 2009, plus de deux ans après l'accident, le Centro de Investigação e Prevenção de Acidentes Aeronáuticos (CENIPA) a publié le rapport final résultant de l'enquête officielle. Le rapport montre que l'une des manettes des gaz de l'A320, qui permettent de contrôler la puissance des moteurs, était en position de pleine puissance, alors qu'elle aurait dû être sur ralenti, mais il n'a pas été prouvé si une défaillance mécanique ou humaine était la cause de l'accident.
Le rapport suggère deux hypothèses concernant l'origine de l'accident. Dans le premier cas, il y avait un défaut dans le système de contrôle de la puissance des moteurs de l'avion, qui aurait maintenu l'une des manettes de poussée à pleine puissance, quelle que soit leur position réelle. Ce scénario impliquerait une défaillance mécanique de l'avion comme cause de l'accident. La probabilité que cette panne se produise a été estimée à un cas pour 400 milliards d’heures de vol, et est donc hautement improbable. Dans le deuxième cas, le pilote aux commandes a effectué une procédure différente de celle prévue dans le manuel d'Airbus, et a placé les manettes des gaz dans une position inadaptée et dangereuse. Ce scénario impliquerait une erreur humaine comme cause de l’accident.
Outre les positions des manettes de poussée à l'atterrissage, le rapport pointe également plusieurs facteurs qui pourraient avoir contribué à l'accident, comme un fort volume de précipitation dans la journée précédant l'accident, entrainant la formation de flaques d'eau sur la piste, ainsi que l'absence de rainurage au sol, qui a réduit l'adhérence des roues de l'avion sur le tarmac. Le rapport final n'impute cependant pas l'accident à la longueur de la piste 35L.
Le Bureau d'enquêtes et d'analyses pour la sécurité de l'aviation civile (BEA), qui a participé à l'enquête, a également innocenté Airbus de tout acte répréhensible, car il avait proposé une modification du système d'alarme concernant les positions incorrectes des manette de poussée, que la compagnie aérienne TAM avait rejetée.

## Médias
L'accident a fait l'objet d'un épisode dans la série télé Air Crash nommé « Dérapage mortel » (saison 11 - épisode 1).
En 2025, Netflix diffuse une série documentaire, appelée Vol 3054 : Une tragédie annoncée (en). Composée de 3 épisodes, ce récit retrace cette tragédie avec différents interviews et témoignages de secouristes, spécialistes et famille de victime,.